# Bolivia ai Giochi della XXX Olimpiade
La Bolivia ha partecipato ai Giochi della XXX Olimpiade di Londra che si sono svolti dal 27 luglio al 12 agosto 2012. È stata la 13ª partecipazione degli atleti boliviani ai giochi olimpici estivi.
Gli atleti della delegazione boliviana sono stati 5 (3 uomini e 2 donne), in 3 discipline. Alla cerimonia di apertura la portabandiera è stata la nuotatrice Karen Torrez, mentre la portabandiera della cerimonia di chiusura è stata Aliann Pompey, atleta specializzata nelle gare di marcia.
Nel corso della manifestazione la Bolivia non ha ottenuto alcuna medaglia, mancando la vincita del primo titolo ai giochi olimpici.

## Atletica leggera
| Q | Qualificato al turno successivo per la posizione in qualificazione                                                           |
| q | Qualificato per il turno successivo per ripescaggio o, negli eventi su campo, conquistando la misura minima per qualificarsi |

### Maschile
Eventi di corsa su pista e strada
| Atleta      | Evento | Batteria  | Batteria  | Quarti di finale | Quarti di finale | Semifinale      | Semifinale      | Finale          | Finale          |
| Atleta      | Evento | Risultato | Posizione | Risultato        | Posizione        | Risultato       | Posizione       | Risultato       | Posizione       |
| ----------- | ------ | --------- | --------- | ---------------- | ---------------- | --------------- | --------------- | --------------- | --------------- |
| Bruno Rojas | 100 m  | 10"62     | 1° Q      | 10"65            | 8°               | non qualificato | non qualificato | non qualificato | non qualificato |

### Femminile
Eventi di corsa su pista e strada
| Atleta             | Evento       | Finale    | Finale    |
| Atleta             | Evento       | Risultato | Posizione |
| ------------------ | ------------ | --------- | --------- |
| Claudia Balderrama | Marcia 20 km | 1h 33'28" | 33ª       |

## Nuoto e sport acquatici

### Nuoto
Maschile
| Atleta            | Evento             | Batterie | Batterie   | Semifinali      | Semifinali      | Finale          | Finale          |
| Atleta            | Evento             | Tempo    | Classifica | Tempo           | Classifica      | Tempo           | Classifica      |
| ----------------- | ------------------ | -------- | ---------- | --------------- | --------------- | --------------- | --------------- |
| Andrew Rutherfurd | 100 m stile libero | 52"57    | 41º        | non qualificato | non qualificato | non qualificato | non qualificato |

Femminile
| Atleta       | Evento             | Batterie | Batterie   | Semifinali      | Semifinali      | Finale          | Finale          |
| Atleta       | Evento             | Tempo    | Classifica | Tempo           | Classifica      | Tempo           | Classifica      |
| ------------ | ------------------ | -------- | ---------- | --------------- | --------------- | --------------- | --------------- |
| Karen Torrez | 100 m stile libero | 57"78    | 37ª        | non qualificata | non qualificata | non qualificata | non qualificata |

## Tiro a segno/volo
Maschile
| Atleta            | Evento | Qualificazione | Qualificazione | Finale          | Finale          |
| Atleta            | Evento | Punteggio      | Classifica     | Punteggio       | Classifica      |
| ----------------- | ------ | -------------- | -------------- | --------------- | --------------- |
| Juan Carlos Perez | Trap   | 110            | 31°            | non qualificato | non qualificato |